# Zenvo

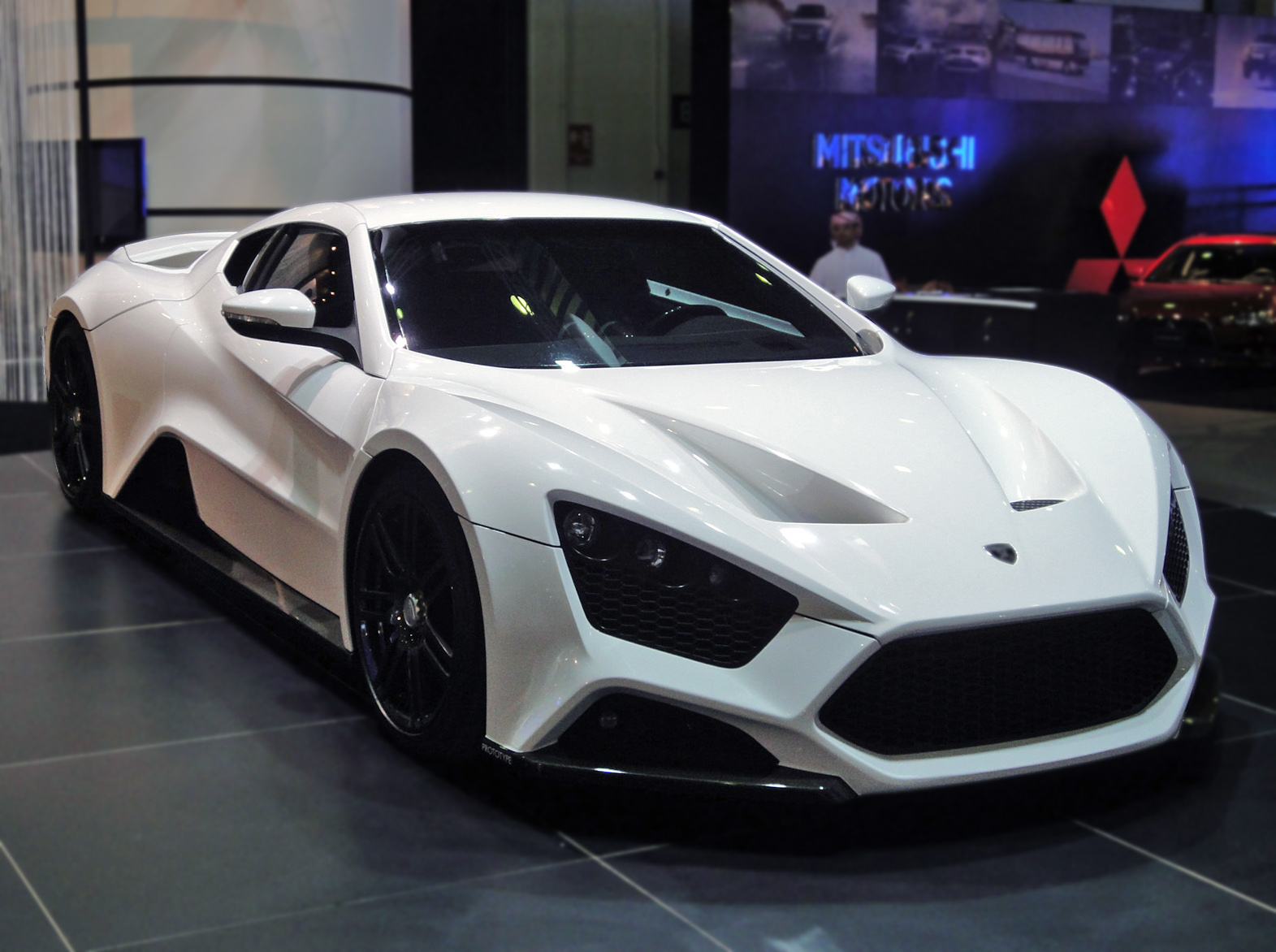
Zenvo ST1

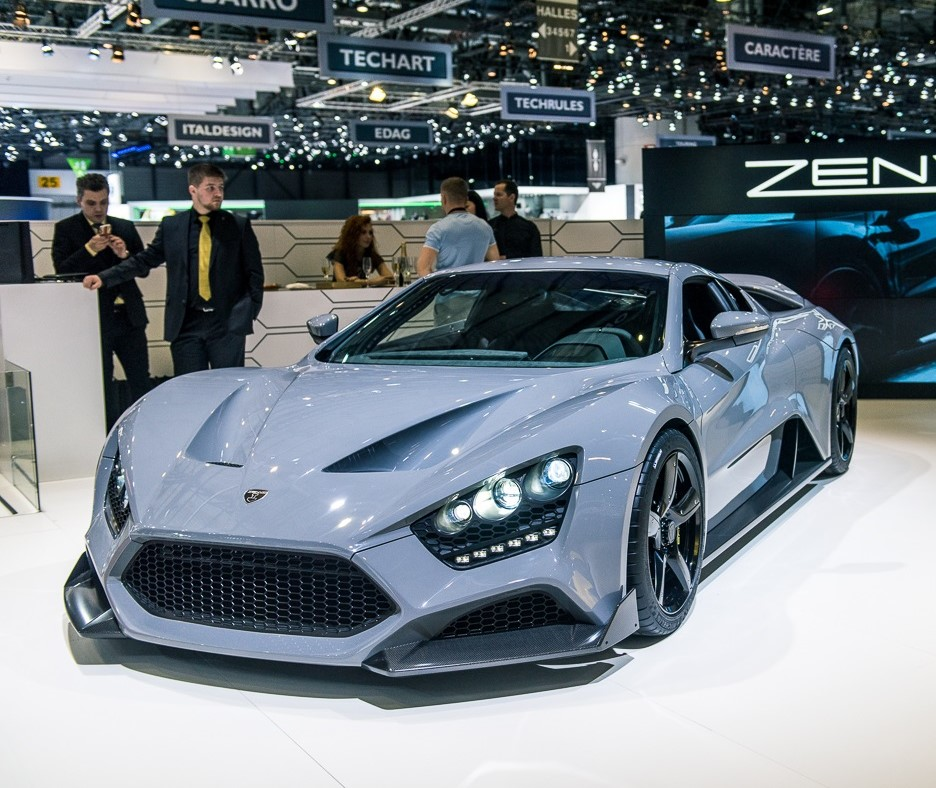
Zenvo TS1

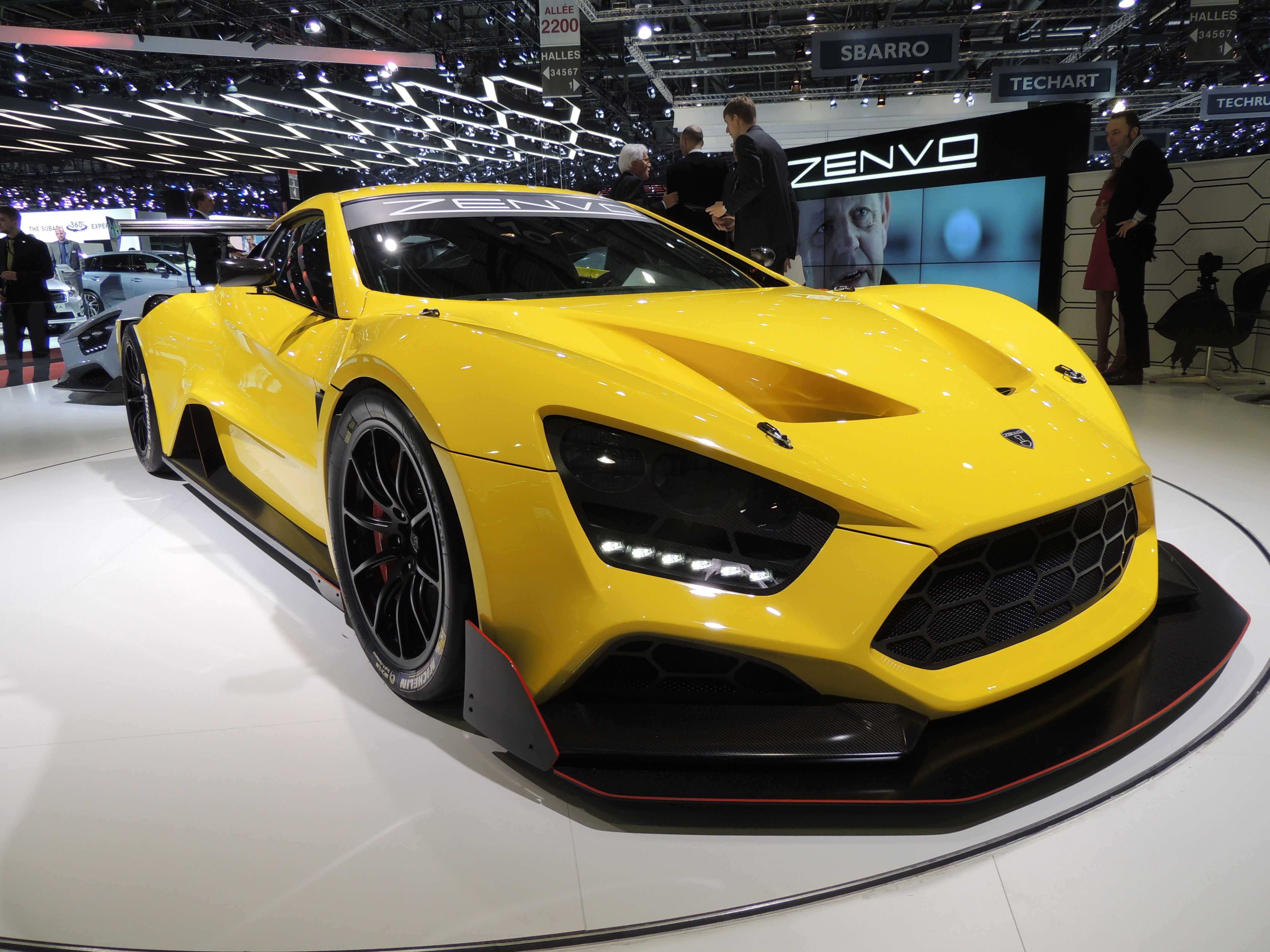
Zenvo TSR

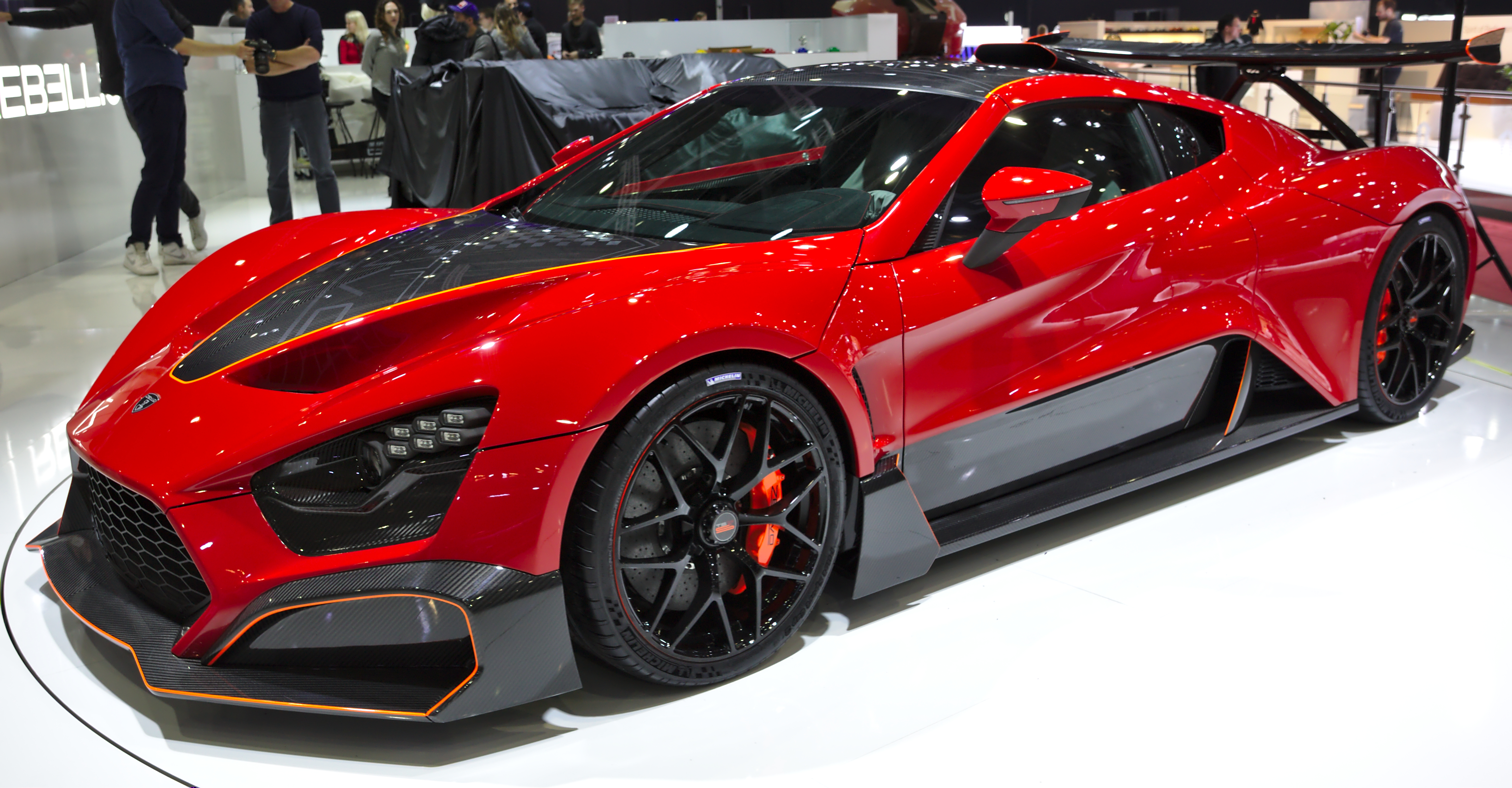
Zenvo TSR-S

Zenvo Automotive – duński producent unikalnych hipersamochodów sportowych zlokalizowany w mieście Præstø na wyspie Zelandia. Zenvo jest pierwszym duńskim producentem samochodów w całej historii kraju. Specjalnością firmy jest produkcja wysokowydajnych hipersamochodów z edycje limitowane, indywidualnie dostosowanych do każdego klienta. Została założona przez Jesper Jensen i Troels Vollertsen, a nazwa „Zenvo” pochodzi z połączenia trzech ostatnich i dwóch pierwszych liter nazwiska Troelsa.

## Historia
W 2009 roku odbyła się oficjalna prezentacja Zenvo ST1. Pierwsza próbka została zaprezentowana na maratonie „24h Le Mans” i została nominowana do tytułu „Supersamochodu Roku”. W 2009 roku model wszedł do produkcji przemysłowej, a pierwszych 15 samochodów zostało dostarczonych klientom.
W 2016 roku na Salon Samochodowy w Genewie zaprezentowano Zenvo TS1 GT, który ma podwozie i nadwozie podobne do Zenvo ST1, ale otrzymał nowe oznaczenie modelu ze statusem „Grand Tourer” z nowym układem napędowym i ulepszonym wnętrzem. Produkcja to 5 jednostek rocznie.
W tym samym roku na Salon Samochodowy w Genewie 2016 zaprezentowano model TSR. Wprowadzony na rynek wraz z TS1 GT, TSR ma takie same elementy mechaniczne, jak samochód dopuszczony do ruchu drogowego, w tym ten sam silnik i nadwozie. Zenvo TSR to tylko torowa wersja TS1 GT. Wnętrze TSR obejmuje pełną klatkę bezpieczeństwa i 6-punktowe pasy bezpieczeństwa, a system multimedialny TS1 GT został usunięty w celu zmniejszenia masy.
Na Salon Samochodowy w Genewie 2018 zaprezentowano TSR-S. TSR-S zawiera wiele ulepszeń i zmian konstrukcyjnych w porównaniu z poprzednimi modelami TS1 i znajduje się pomiędzy szosowym, wielkim touringowym TS1 GT a skoncentrowanym na wyścigach, wyłącznie na torze TSR. Zenvo TSR-S to dopuszczona do ruchu drogowego wersja Zenvo TSR skoncentrowanego na torze.
W 2022 roku w fabryce Zenvo w Præsto w Zelandia w Dania zaprezentowano Zenvo TSR-GT. Zenvo TSR-GT to wersja TSR-S zorientowana na wielkie touring. Model ogranicza się do zaledwie trzech przykładów.

## Produkty

### Zenvo ST1
Samochód sportowy o wysokich osiągach produkowany od 2009 do 2016 roku. Jego silnik LS7 V8 z podwójnym doładowaniem 7011 cm³ (7,0 l; 427,8 cala sześciennego) generuje moc 1104 PS (1089 KM; 812 kW) przy 6900 obr./min i 1430 N⋅m (1055 lb⋅ft) moment obrotowy przy 4500 obr./min. Według The Motor Report, samochód rozpędzał się od 0 do 100 km/h (62 mil/h) w 3,0 sekundy, od 0 do 200 km/h (124 mil/h) w 8,9 sekundy, a prędkość maksymalna wynosiła 375 km/h (233 mph). Zenvo ST1 stał się pierwszym hipersamochodem wyposażonym w doładowanie (mechaniczne doładowanie) i turbodoładowanie w tym samym czasie. Dzięki takiemu połączeniu 7-litrowy 8-cylindrowy silnik rozwija moc 1104 koni mechanicznych i dysponuje maksymalnym momentem obrotowym 1430 Nm. Samochód otrzymał nazwę Zenvo ST1, a litera S w nazwie oznacza „Supercharger” (w tłumaczeniu z angielskiego – „supercharger”), a T – „Turbo” (turbosprężarka).

### Zenvo TS1
Hipersamochód produkowany od 2017 roku. Zenvo TS1 GT jest napędzany 5,8-litrowym silnikiem V8 z podwójnym doładowaniem, opartym na architekturze Chevroleta Gm i dalej modyfikowanym i rozwijanym we własnym zakresie, o mocy znamionowej 823 kW (1119 PS; 1104 KM). przy 7100 obr./min i 1139 N⋅m (840 lb⋅ft) momentu obrotowego przy 5500 obr./min. Producent twierdzi, że elektronicznie ograniczona prędkość maksymalna TS1 GT wynosi 375 km/h (233 mph). Samochód ma deklarowany czas przyspieszania od 0 do 100 km/h (62 mil/h) wynoszący 3,0 sekundy.

### Zenvo TSR
Hipersamochód produkowany od 2017 roku. W wyniku zmiany przełożeń i zmian w aerodynamice prędkość maksymalna TSR-a została zmniejszona do 325 km/h. Główne zmiany w wariancie TSR to zmniejszenie masy o 250 kg (551 funtów), redukując całkowitą masę do 1330 kg (2932 funtów), zmienione przełożenia i dostarczanie mocy do jazdy na torze oraz stałe skrzydło z włókna węglowego z tyłu samochód. Większy przedni splitter z włókna węglowego i tylny dyfuzor zostały również zamontowane w celu poprawy przepływu powietrza przy wyższych prędkościach. Wnętrze TSR obejmuje pełną klatkę bezpieczeństwa i 6-punktowe pasy bezpieczeństwa, a system multimedialny TS1 GT został usunięty w celu zmniejszenia masy. W wyniku zmian w przełożeniach i aerodynamice prędkość maksymalna TSR została zmniejszona do 325 km/h (202 mph).

### Zenvo TSR-S
Hipersamochód zaprezentowany w 2018 roku. Wyposażony w aktywne skrzydło, które przechyla tylne skrzydło w lewo i prawo, gdy obraca się kierownicą. Oszczędność masy w przypadku TSR-S wyniosła 85 kg (187 funtów) w porównaniu z TS1 GT, co obniżyło całkowitą masę samochodu do 1495 kg (3296 funtów). Układ napędowy TSR-S również został unowocześniony, a 5,8-litrowy silnik V8 z podwójnym doładowaniem ma teraz moc 878 kW (1194 PS; 1177 KM) przy 8500 obr./min.

### Zenvo TSR-GT
Zapowiedziany w 2022 r. Podstawowe różnice obejmują ulepszoną wersję 5,8-litrowego silnika V8 z podwójnym doładowaniem, który obecnie wytwarza 1014 kW (1379 PS; 1360 KM) oraz ustawienie o zmniejszonym docisku z mniejszym, stałym skrzydłem i aerodynamicznymi kołpakami. Te zmiany zwiększają deklarowaną prędkość maksymalną TSR-GT do 423 km/h (263 mph). Wyposażony w turbosprężarkę o mocy 1360 KM, maksymalna prędkość osiąga 424 km/h.